# Power-to-X
Power-to-X (également P2X) consiste en la conversion d'électricité ou de son stockage utilisant l'énergie électrique excédentaire, généralement pendant les périodes où la production d'énergie renouvelable intermittente dépasse la demande. Les technologies de conversion Power-to-X permettent de découpler l'énergie électrique pour une utilisation dans d'autres secteurs (comme les transports ou la chimie), éventuellement en utilisant l'énergie fournie l'électricité produite par une installation dédiée.

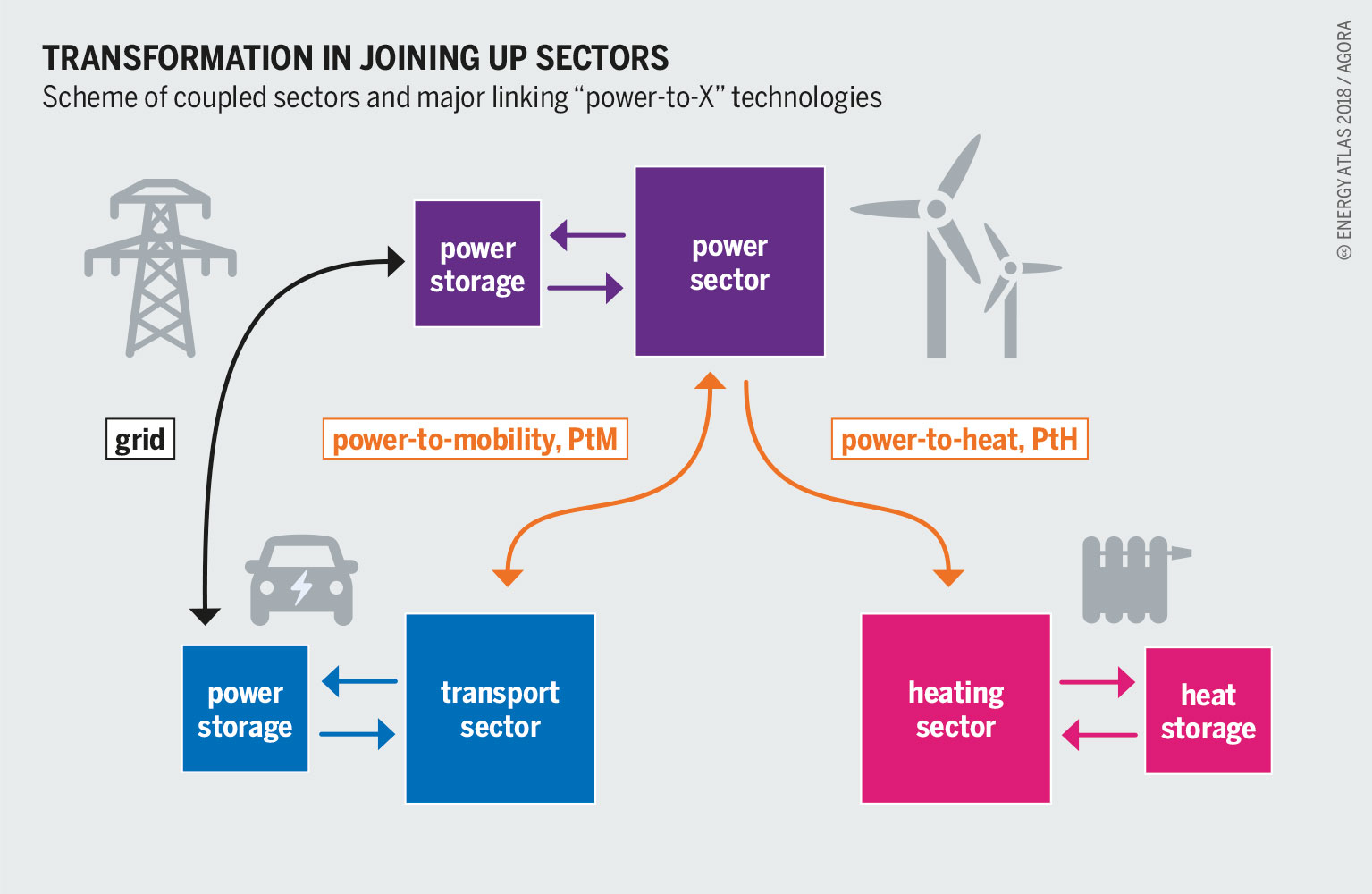

Un grand nombre de voies et de technologies sont englobées par le terme. Dans la terminologie, le X peut faire référence à l'un des éléments suivants : power-to-gas, power-to-hydrogène, power-to-ammoniac, power-to-produits chimiques, power-to-fuel, power-to-liquide, power-to-méthane, power to food, power-to-power et power-to-syngas. Bien que : la recharge des véhicules électriques, le chauffage et la climatisation des locaux et le chauffage de l'eau peuvent être décalés dans le temps pour s'adapter à la production, on parle plutôt dans ces cas de réponse à la demande.
Collectivement, les systèmes Power-to-X qui utilisent l'énergie excédentaire relèvent des mesures de flexibilité et sont particulièrement utiles dans les systèmes énergétiques avec des parts élevées de production d'énergie renouvelable et/ou avec de solides objectifs de décarbonisation.   

## Concepts de stockage d'électricité via production de méthane
L'énergie électrique excédentaire peut être convertie en d'autres formes d'énergie pour le stockage et la reconversion. L'électrolyse de l'eau en courant continu (rendement de 80 à 85 % au mieux) peut être utilisée pour produire de l'hydrogène qui peut, à son tour, être converti en méthane (CH4) par méthanation. 
Une autre possibilité consiste à convertir l'hydrogène et le CO2 en méthanol. Ces deux combustibles peuvent être stockés et utilisés pour produire à nouveau de l'électricité de quelques heures à des mois plus tard. Les technologies de reconversion comprennent les turbines à gaz, les centrales à cycle combiné, les moteurs à pistons et les piles à combustible. Power-to-power fait référence au rendement de la reconversion aller-retour. Pour le stockage de l'hydrogène, le rendement aller-retour reste limité à 35–50 %. L'électrolyse est coûteuse et les processus power-to-gas nécessitent des heures à pleine charge substantielles (environ 30 %) pour être économiques. Cependant, alors que l'efficacité de conversion aller-retour électricité-électricité via le méthane est inférieure à celle des batteries et que l'électrolyse peut être coûteuse, le stockage du carburant est assez peu coûteux. Cela signifie que de grandes quantités d'énergie peuvent être stockées pendant de longues périodes avec de tels dispositifs, ce qui est idéal pour le stockage saisonnier. Cela pourrait être particulièrement utile pour les systèmes à forte pénétration d'énergies renouvelables, en effet de nombreuses régions présentent une variabilité saisonnière significative de la production solaire, éolienne et hydroélectrique.

## Concepts de couplage sectoriel
L'hydrogène et le méthane peuvent également être utilisés comme combustible, injectés dans le réseau de gaz naturel ou être utilisés pour fabriquer du carburant synthétique. Ils peuvent également être utilisés comme matière première chimique, tout comme l'ammoniac (NH3).
Le power-to-heat consiste à produire de la chaleur à partir d'électricité , soit par un chauffage par résistance, soit via une pompe à chaleur. Les résistances chauffantes ont une efficacité de 1. Les pompes à chaleur présentent un coefficient de performance (COP) de 2 à 5. La production d'eau chaude sanitaire à usage domestique ou pour du chauffage urbain offre un moyen peu coûteux d'utilisation de l'énergie renouvelable excédentaire et peut remplacer  les combustibles fossiles à forte intensité de carbone habituellement utilisés pour la production d'ECS.
Le power-to-mobility fait référence à la charge des véhicules électriques à batterie (VE). Compte tenu de la pénétration attendue des véhicules électriques dans les années à venir, une gestion de leur recharge dédiée sera nécessaire. Les véhicules étant inactifs la plupart du temps, le décalage du moment de charge peut offrir une flexibilité considérable : la fenêtre de charge est relativement longue de 8 à 12 heures, alors que la durée de charge est d'environ 90 minutes. Les batteries de VE peuvent également être déchargées sur le réseau pour les faire fonctionner comme des dispositifs de stockage d'électricité on parle alors de Vehicule-to-Grid (V2G).
Les solutions de pompes à chaleur plus stockage d'eau chaude et les véhicules électriques présentent les potentiels les plus élevés de réduction d'émissions de CO2 parmi les systèmes de power-to-X ou de stockage d'électricité. Néanmoins ces cas d'usages du Power-to-x présentent des limites comme le transport longue distance (camionnage, avions, barges) et les procédés industriels à haute température. Dans ces cas, l'utilisation de combustibles synthétisés à partir d'électricité propre pourrait être une meilleure option.
Le concept de couplage sectoriel est largement discuté au sein de l'union européenne. Cela consiste à mieux interopérer plusieurs secteurs énergétiques en particulier le système électrique et le système gazier. Cela peut nécessiter une régulation adaptée basée sur la numérisation et l'automatisation et l'échange d'information entre les gestionnaires de réseau afin de synchroniser l'offre et la demande.

## Voir également
- Stockage de l'énergie
- Conversion d'électricité en gaz (power-to-gas)
- Électrothermie
- E-carburant